# Даннеберг, Роберт
Роберт Даннеберг (нем. Robert Danneberg; 23 июля 1885, Вена, Австро-Венгрия, — 12 декабря 1942, Освенцим) — социал-демократический политик и юрист периода Первой Австрийской Республики, теоретик австромарксизма.

## Биография
Был сыном Якоба Даннеберга, ответственного редактора юмористического листка Pschütt-Karikaturen. Окончив с отличием Венскую академическую гимназию, изучал юриспруденцию.
В 1903 году вступил в «Объединение молодых рабочих» и начал свою политическую деятельность, уделяя главное внимание народному образованию. Примером в этом для Даннеберга послужил обойщик и депутат рейхсрата Леопольд Винарски, сотрудником которого Даннеберг вскоре стал. Кроме этого, он возглавил молодёжный орган Социал-демократической рабочей партии Jugendlich Arbeiter.
В 1907 году был основан Социалистический молодёжный интернационал, и через год Даннеберг стал его генеральным секретарем. Вследствие этого он публиковал свои статьи главным образом во вновь созданном журнале Bildungsarbeit.
С началом Первой мировой войны в 1914 году Даннеберг был одним из немногих социал-демократов, выступивших против политики партии, направленной на поддержку войны. На этой почве он вступил в конфликт с руководством партии и газетой Arbeiter-Zeitung, а также подвергся антисемитским нападкам со стороны социал-демократа, вице-президента Палаты депутатов Энгельберта Пернершторфера, впоследствии охотно цитирующимся политическими противниками Даннеберга (который вышел из иудейской общины ещё в 1909 году). Тем не менее раскол в партии удалось предотвратить. Кроме этого, Даннеберг считал, что работа Молодёжного интернационала в создавшихся условиях бессмысленна, и повесил на двери его бюро табличку с надписью «В связи с мировой войной бюро временно закрыто». Однако ассоциации нейтральных государств выразили своё несогласие с позицией Даннеберга, в связи с чем он уступил своё место Вилли Мюнценбергу, который в дальнейшем неоднократно обращался к нему за консультациями.
В 1918 году Даннеберг стал секретарем-основателем Социалистического центра образования. В 1918—1934 годах он входил в состав Венского городского совета, а в 1920 году стал первым президентом ландтага в истории Вены и занимал этот пост 12 лет. В 1919—1934 годах он также был депутатом Национального собрания и Национального совета.
Даннеберг был одним из авторов демократического устава Вены (который практически не изменился до сегодняшнего дня), а также нового должностного права для сотрудников городского управления и муниципальных предприятий. Кроме того, он участвовал в переговорах о выходе Вены из состава земли Нижняя Австрия и выделении её в самостоятельную землю, а также в подготовке соответствующего закона. Совместно с советником по финансам Гуго Брайтнером он разработал систему управления Вены, куда вошёл, например, налог на жилищное строительство, взимающийся с прибыли построенных в большом количестве муниципальных жилых домов. Также он был ответственным за венские программы жилищного строительства 1923 и 1927 годов.
Помимо этого, Даннеберг продолжал заботиться о повышении квалификации рабочих, особенно мастеров. Экономический кризис и всё большее ущемление интересов Вены федеральным правительством, выразившееся, в частности, в изменениях налогового законодательства и в планах по урезанию прав квартиросъемщиков, затрудняли работу Даннеберга как главного преобразователя Вены. В 1932 году он стал преемником Гуго Брайтнера на посту советника по финансам.
В Германии после прихода нацистов к власти книга Даннеберга Zehn Jahre neues Wien была включена в список книг, подлежащих сожжению.
9 февраля 1934 года в Венском городском совете Даннеберг поддержал призыв христианского социалиста Леопольда Куншака к объединению всех демократических сил для борьбы с нацизмом. Однопартийцы Куншака бойкотировали его, а Даннеберг после начала февральских боев 12 февраля был арестован вместе с другими социал-демократическими политиками. Хотя он и был освобожден через девять месяцев, но оказался под строгим надзором, включающим явку в полицию дважды в неделю и запрет на пользование телефоном. В противоположность другим бывшим политикам СДРПА он активно участвовал в нелегальной партийной деятельности и поддерживал контакты с организацией «Революционные социалисты Австрии».
После аншлюса Даннеберг до последнего момента откладывал иммиграцию в Чехословакию. Когда он все-таки принял это решение, въезд для беженцев был уже закрыт. По возвращении в Вену Даннеберг был арестован гестапо на Северном вокзале и 1 апреля 1938 года вместе с другими видными австрийскими противниками нацистского режима был доставлен в концлагерь Дахау. Позже он был переведен в концлагерь Бухенвальд. В рамках политики «юденфрай» в октябре 1942 года Даннеберг был отправлен в Освенцим и убит там 12 декабря.
В 1949 году в районе Ландштрассе именем Даннеберга была названа площадь (Dannebergplatz). В 1950 году в крематории Зиммеринга было создано совместное захоронение урн Даннеберга, Гуго Брайтнера и Юлиуса Тандлера (участок ML, группа 1, номер 1а). Поскольку прах Даннеберга в Освенциме не сохранился, была символически установлена пустая урна с его именем.